# Plan Sigma
Pour les articles homonymes, voir Sigma (homonymie).

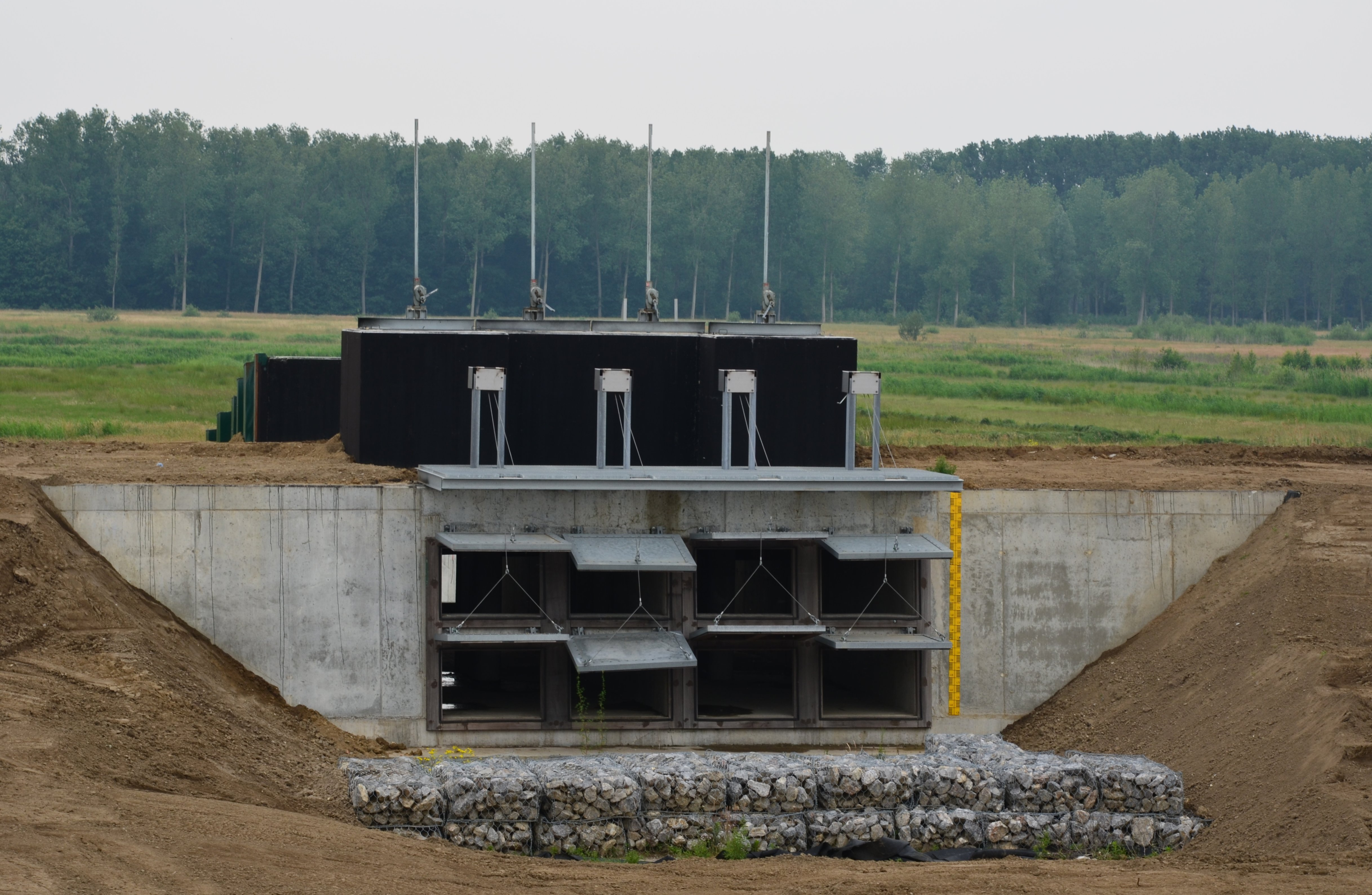
Construction d'un chenal qui va réguler le niveau d'eau de Kruibeke, Bazel et Rupelmonde.

Le plan Sigma est un programme belge de gestion des inondations et de l'écosystème, le long de l'Escaut, en Flandre.
Le sigma est l'équivalent de l'alphabet grec du s de Schelde (le nom néerlandais pour l'Escaut). Le programme peut être comparé au Plan Delta des Pays-Bas.
Les inondations causées par la mer du Nord en 1953 ont montré la nécessité d'une gestion cohérente et l'inondation de Ruisbroek, dans la banlieue d'Anvers, en 1976 a ravivé les esprits. Le plan Sigma est lancé en février 1977.

## Programme
À l'origine le plan avait trois programmes :
- élévation des digues de l'Escaut, de la Durme, la Nèthe, la Senne et du Rupel à une hauteur dite Sigma ;
- la création de treize zones de contrôle des inondations, représentant un total zone de 1 133 ha :
  - douze en Belgique : Kalkense Meersen, plusieurs sur la Nèthe, plusieurs sur la Dyle, la Durme, le Démer, le Dorent, etc.,
  - une en Zélande, Pays-Bas: le Hedwigepolder ;
- la construction d'un barrage sur l'Escaut occidental pour protéger Oosterweel.

Au fil des ans, l'idée de barrage a beaucoup évolué, et des plaines d'inondation sont maintenant préférées à une fermeture brutale du fleuve. La ville de Kruibeke doit aussi être protégée.

## Hauteur Sigma
C'est la hauteur recommandée pour les digues :
- +11 m deuxième nivellement général (DNG) sur l'Escaut entre la frontière néerlandaise et Austruweel ;
- +8,35 m DNG sur l'Escaut entre Austruweel et Tamise ;
- +8 m DNG sur l'Escaut entre Tamise et Gentbrugge et les autres rivières.

Au total, 511 km de digues doivent être surélevées.

## Avancement
(novembre 2017).
En 2003, alors que le plan Sigma a 25 ans, les travaux ont été réalisés sur 405 km de digues sur les 512 km prévus.
80 % des digues ont déjà été rehaussées (en 2008).
600 ha de zones d'inondation ont été réalisés, soit 60 % (Bazel, Rupelmonde et Kruibeke n'ont pas encore été réalisés).
Lorsqu'une rivière est proche d'une zone d'inondation, la hauteur de la digue est ramenée à +6,8 m TAW avec une digue circulaire autour de ladite zone.